# 中村登一
中村 登一（なかむら とういち、1915年（大正4年）12月25日 - 1969年（昭和44年）6月28日）は、日本の建築指導者、建築家で、戦後の日本建築界を席捲した民主化運動の中心的存在。日本初の分譲マンション「九段コーポラス」を設計し、艮衆のための住宅設計に力を注いだ。東京本所生まれ。

## 経歴
1938年、東京美術学校建築科卒業。東京市役所建築部に就職。12月兵役によって満州に渡る。
1944年、陸軍建築研究所勤務。
1945年、吉田五十八建築研究所員。東京美術学校専任講師。
1947年、新日本建築家集団(NAU)の結成に参加。
1949年、東京芸術大学文部教官。
1950年、東京芸術大学を辞任、匠建築研究所所長となる。
1952年、中村建築研究所設立。
1958年、全日本建築士会結成に参加。翌年、全日本建築士会副会長。
1961年、ソビエト連邦などの建築を視察。
主要建築作品に、
日赤子供の家（1948年）、箱根小涌谷駅（1951年）、料亭阿家（1951年）、箱根町役場（1954年）、自邸（実験住宅、1957年）、料亭川甚旧館（1958年）、九段コーポラス（1959年）、日本信販本杜ビル（1964年）、母子休養ホーム（1967年）、都立大学目黒校舎（1967年）、横浜センタービル（1967年）など。

## 著作
- 『私と建築・短歌』中村登一文集編纂委員会、1970年。
- 『中村登ー論文集』番匠設計、1972年。

## 参考
- 「中村建築研究所作品集」（『建築画報』1968年11月号）
- 「中村登一先生追悼号」（『建築と工作』1970年6月号）